# Olginka (Kraj Krasnodarski)
Olginka (ros. Ольгинка) – wieś (ros. село, trb. sieło) w Rosji, w Kraju Krasnodarskim, w rejonie tuapsińskim, nad Zatoką Olgińską Morza Czarnego.
W 1989 r. miejscowość liczyła 3123 mieszkańców, w tym 2103 Rosjan, 975 Ormian, 40 Białorusinów i 5 Ukraińców. W 2010 r. w Olgince mieszkały 2252 osoby.

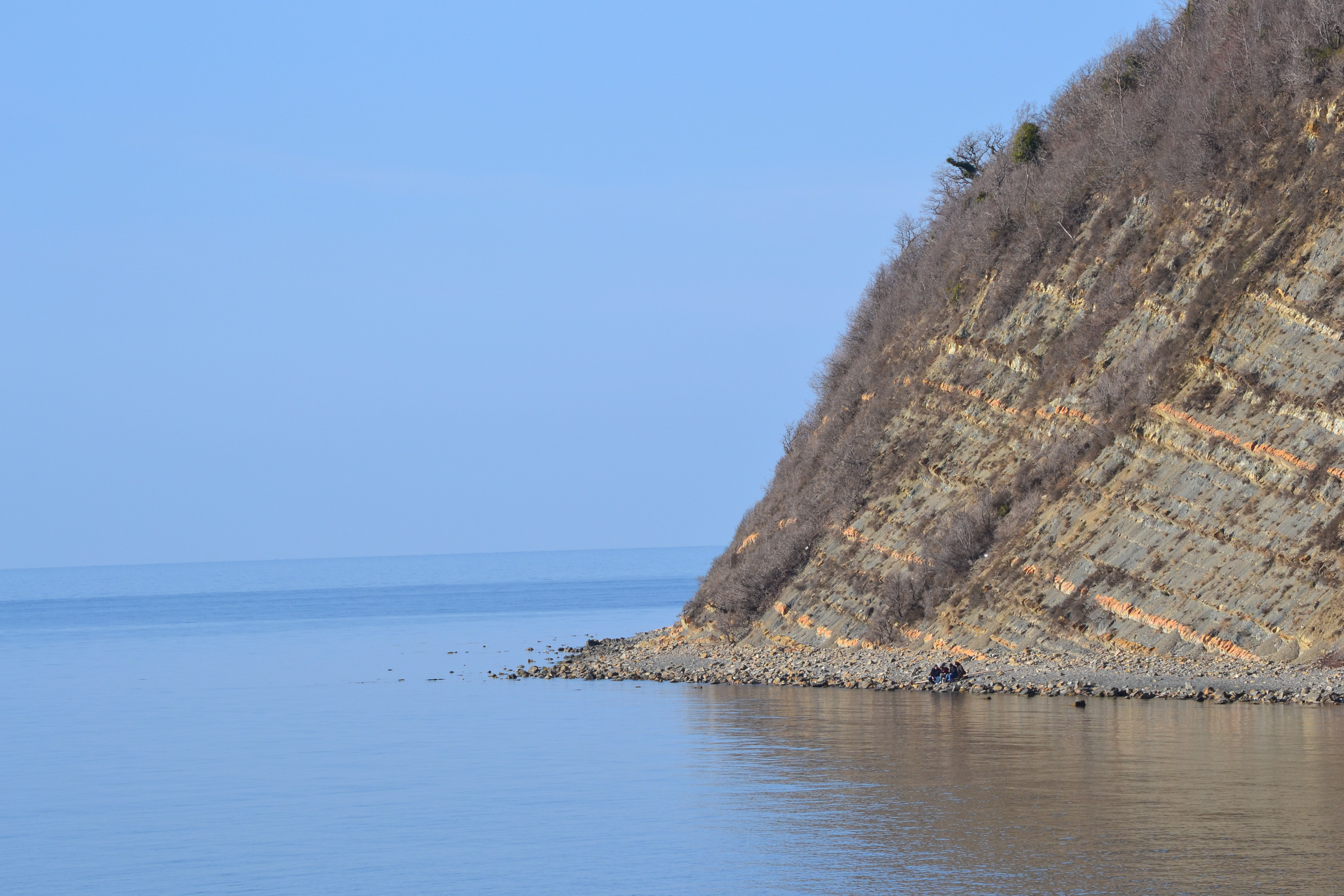
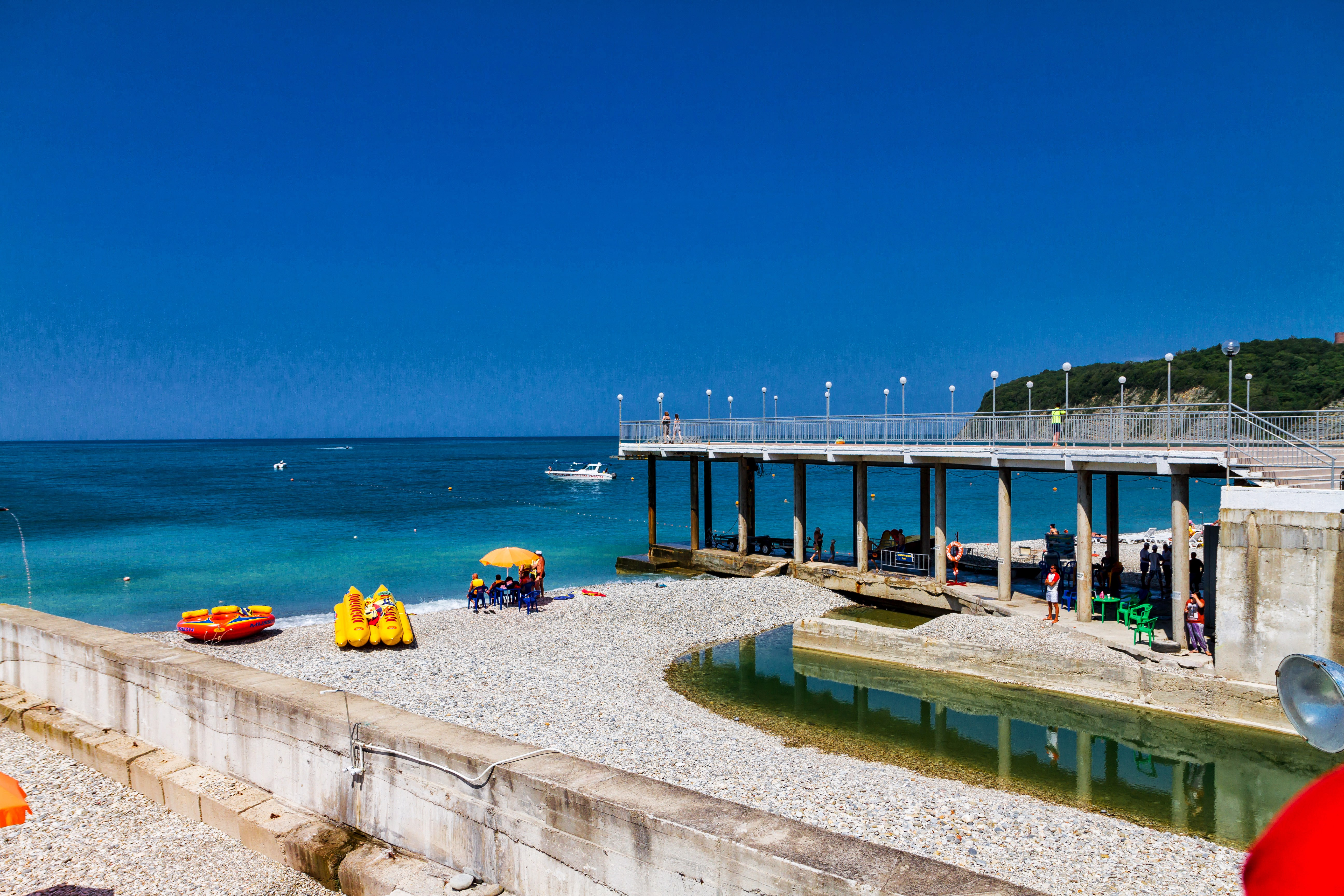
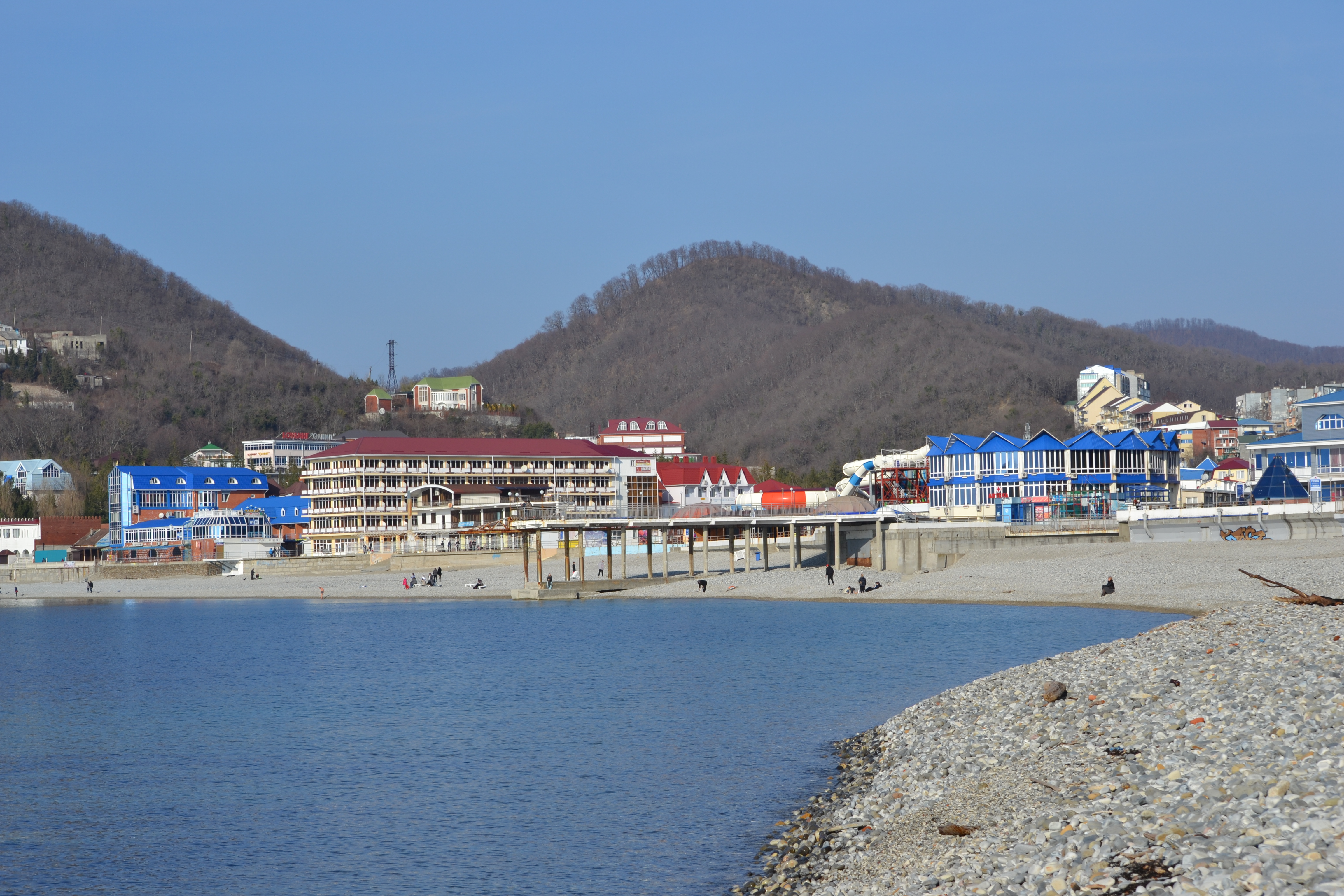
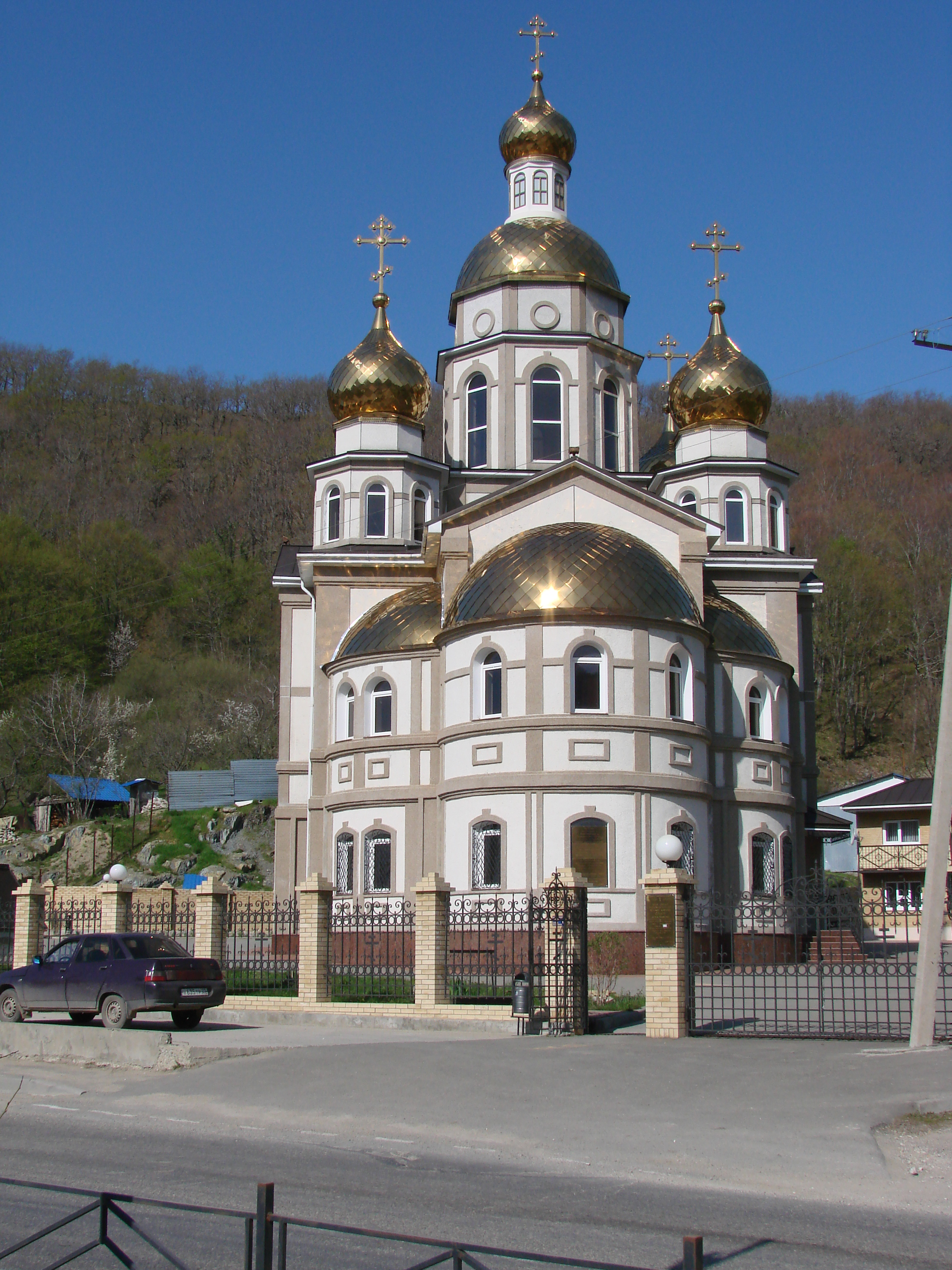
Cerkiew św. Olgi